# هكتور مونرو
هكتور مونرو (24 أكتوبر 1920 في الهند - 6 يناير 2014) (بالإنجليزية: Hector Munro)‏ هو لاعب كريكت بريطاني (وحمل سابقاً جنسية المملكة المتحدة لبريطانيا العظمى وأيرلندا).

## وصلات خارجية
- هكتور مونرو على موقع أرشيف الشارخ.
- هكتور مونرو على موقع إي آس بي آن كريك إنفو (الإنجليزية)